# Krzysztof Górski (polityk)

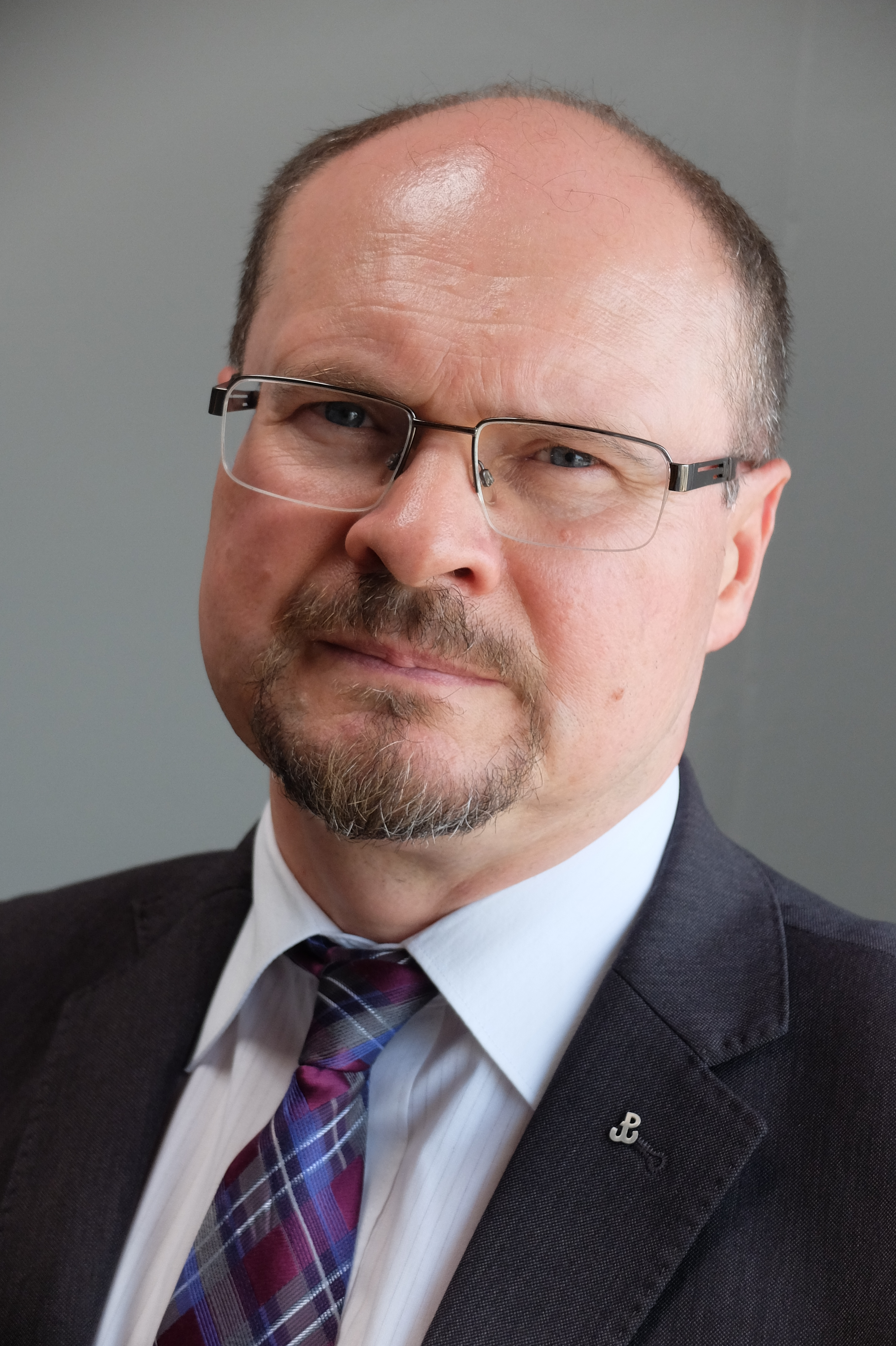
Krzysztof Robert Górski

Krzysztof Robert Górski (ur. 26 maja 1968) – polski polityk, samorządowiec, członek i przewodniczący Stowarzyszenia Mieszkańców Starego i Nowego Miasta, dyrektor Biura Współpracy i Handlu Międzynarodowego w centrali Poczty Polskiej. Działacz opozycji niepodległościowej w l. 80. XX wieku.

## Życiorys
Absolwent Wydziału Dziennikarstwa i Nauk Politycznych Uniwersytetu Warszawskiego. W wyborach parlamentarnych w 1993 bez powodzenia ubiegał się o mandat poselski w okręgu warszawskim z listy Katolickiego Komitetu Wyborczego „Ojczyzna”. Od 1998–2002 był radnym w Radzie Warszawy, a od 2002 do 2018 i ponownie od 2024 r. jest radnym dzielnicy Śródmieście m.st. Warszawy. Jest przewodniczącym Komitetu ds. Sportu i Turystyki Poczty Polskiej. Od września 2017 roku pełni funkcję dyrektora Biura Strategii, Rozwoju i Współpracy Międzynarodowej w Poczcie Polskiej. W wyborach parlamentarnych w 2019 bezskutecznie kandydował do Sejmu z listy PiS.

## Przynależność społeczno-polityczna
Przewodniczący Stowarzyszenia Mieszkańców Warszawskiego Starego i Nowego Miasta. Dawniej związany z Konfederacją Polski Niepodległej, a od 2002 – z partią Prawo i Sprawiedliwość.

## Odznaczenia
Za wybitne zasługi na rzecz przemian demokratycznych w Polsce oraz za osiągnięcia w podejmowanej z pożytkiem dla kraju pracy zawodowej i społecznej został odznaczony Krzyżem Kawalerskim Orderu Odrodzenia Polski (2009).